# 16 Brygada Kawalerii (austro-węgierska)
16 Brygada Kawalerii (16. Cav.-Brig., 16. KBrig.) – brygada kawalerii cesarskiej i królewskiej Armii.
W latach 1900–1908 brygada była podporządkowana bezpośrednio komendantowi 5 Korpusu. Komenda brygady znajdowała się w Bratysławie (węg. Pozsony, niem. Pressburg). W skład brygady wchodził:
- Pułk Huzarów Nr 5,
- Pułk Huzarów Nr 9,
- Pułk Huzarów Nr 11[1].

W 1903 roku zmieniono pisownię formacji z „Cavallerie” na „Kavallerie”.
W 1908 roku brygada została włączona w skład nowo utworzonej Dywizji Kawalerii Pozsony, która w 1912 roku została przemianowana na 2 Dywizję Kawalerii. Komenda brygady nadal miała swoją siedzibę w Bratysławie.
W 1911 roku w skład brygady nadal wchodził:
- Pułk Huzarów Nr 5,
- Pułk Huzarów Nr 9,
- Pułk Huzarów Nr 11[5].

W 1912 roku Pułk Huzarów Nr 9 został włączony w skład 8 Brygady Kawalerii, a Pułk Huzarów Nr 11 w skład 14 Brygady Kawalerii. W ich miejsce włączono Pułk Huzarów Nr 3, który dotychczas wchodził w skład 5 Brygady Kawalerii oraz Pułk Ułanów Nr 5, który został wyłączony z 8 Brygady Kawalerii.
W latach 1912–1914 w skład brygady wchodził:
- Pułk Huzarów Nr 3,
- Pułk Huzarów Nr 5,
- Pułk Ułanów Nr 5[4].

## Komendanci brygady
- FML Josef Freund von Arlhausen ( – 1901 → komendant Dywizji Kawalerii Stanisławów[8])
- płk / gen. mjr dr Eduard von Böhm-Ermolli (1901[9] – 1905 → komendant Dywizji Kawalerii Kraków[10])
- płk / gen. mjr Ottokar Pizzighelli von Bocale (1905[11] – 1 X 1909 → stan spoczynku[12])
- gen. mjr Friedrich Valentin Gerstenberger von Reichsegg und Gerstberg (1909[13] – 1912 → komendant 36 Dywizji Piechoty[14])
- płk / gen. mjr Bruno von Schönberger (1912[15] – 1914[16])
- gen. mjr Erich von Diller (od 1914)